# Bitwa nad rzeką Skafida
Bitwa nad rzeką Skafida miała miejsce w roku 1304 pomiędzy siłami bizantyńskimi i Bułgarami. Do zwycięskiej dla Bulgarów bitwy doszło w rejonie Poros (obecnie Burgas we wschodniej Bułgarii) nad rzeką Skafida.
Po koronacji bojara Teodora Swetosława w roku 1300, pierwszym celem nowego cara było rozwiązanie problemów wewnętrznych państwa i zabezpieczenie się przed najazdami Tatarów. Car zwrócił się też z żądaniami wobec Bizancjum, którego dyplomaci od początku nakłaniali Tatarów do najazdów na Bułgarię. W roku 1303 car na czele swojej armii pomaszerował do Tracji, zajmując wiele miast na wybrzeżu Morza Czarnego.
W kolejnym roku cesarz bizantyński Michał IX Paleolog przeszedł do kontrofensywy, kierując swoje siły przeciwko Bułgarom. Do spotkania obu armii doszło nad rzeką Skafida w pobliżu obecnego miasta Burgas. Bitwa rozegrała się na zachodnim brzegu rzeki. Po przeprowadzeniu manewru, podczas którego wojsko bułgarskie rozpoczęło pozorowany odwrót, Bizantyńczycy pewni zwycięstwa rzucili się do ataku na wycofującego się przeciwnika. Wtedy to nastąpił atak rezerwowych sił bułgarskich na skrzydła bizantyjskie. Wzięci w kleszcze Bizantyńczycy rozpoczęli odwrót przez niewielki most na Skafidzie, zostali jednak całkowicie rozbici w walce na moście. Na dodatek pod ciężarem żołnierzy most załamał się a wielu żołnierzy potopiło się w rzece.
Po zwycięskiej bitwie car kontynuował konsolidację państwa bułgarskiego. W roku 1305 cesarz Michał IX podjął kolejną kampanię przeciwko Bułgarom, pustosząc region Zagore i zajmując miasta na południe od Sosoplis. Jeszcze w tym samym roku car Teodor odbił utracone ziemie. W roku 1307 obie strony podpisały porozumienie pokojowe. Bizantyńczycy zobowiązali się do zapłacenia trybutu, uznając status quo po bitwie nad Skafidą.